# Yamashiro (nave da battaglia)
La Yamashiro (山城?) è stata una nave da battaglia della Marina imperiale giapponese, appartenente alla classe Classe Fuso. Impostata il 20 novembre 1913 nei cantieri navali Yokosuka Navy Yard di Yokosuka, fu varata il 3 novembre 1915 e completata il 31 marzo 1917.
Il nome Yamashiro fu scelto il 12 ottobre 1914, in onore dell'omonima provincia che comprendeva anche la città di Kyoto.

## Caratteristiche tecniche

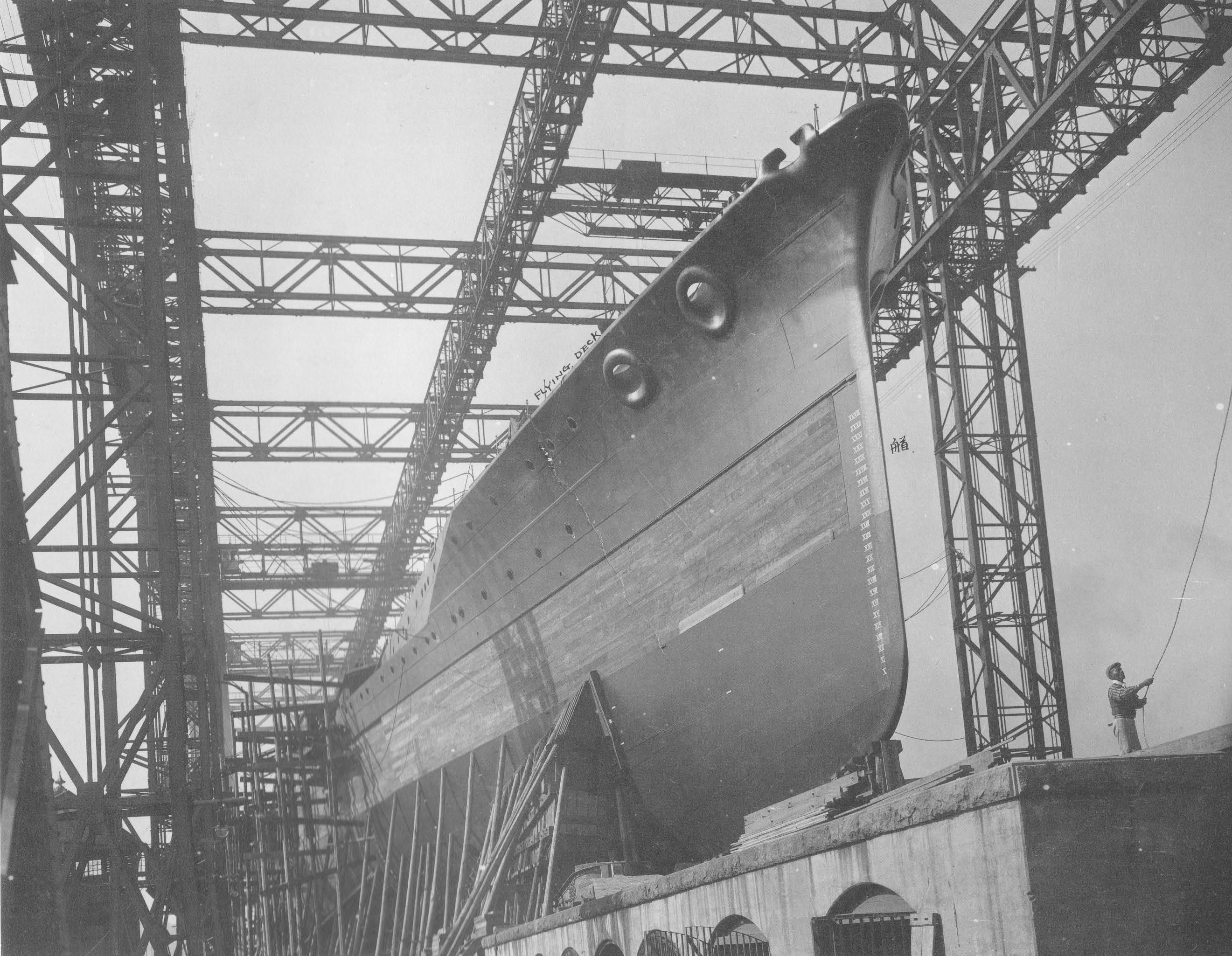
La Yamashiro in costruzione nei cantieri di Yokosuka, 20 ottobre 1915

Come sulla sorella Fuso, anche i 12 cannoni da 356 mm della batteria principale della Yamashiro erano suddivisi a coppie in 6 torrette, queste ultime disposte secondo l'inusuale schema 2-1-1-2. L'unica differenza rispetto alla Fuso era rappresentata dalla torretta nº 3, orientata in direzione opposta rispetto alla nave sorella. In questa configurazione le torrette centrali, situate tra i due fumaioli, avevano un arco di tiro molto limitato e potevano essere utilizzate solo per sparare bordate. Alla nascita, assieme alla sorella Fusō, la Yamashiro era la corazzata più pesantemente armata al mondo. Nonostante la scarsa potenza offerta dall'apparato propulsivo, l'elevato coefficiente di finezza dello scafo permetteva alla Yamashiro di raggiungere una velocità di 22 nodi.

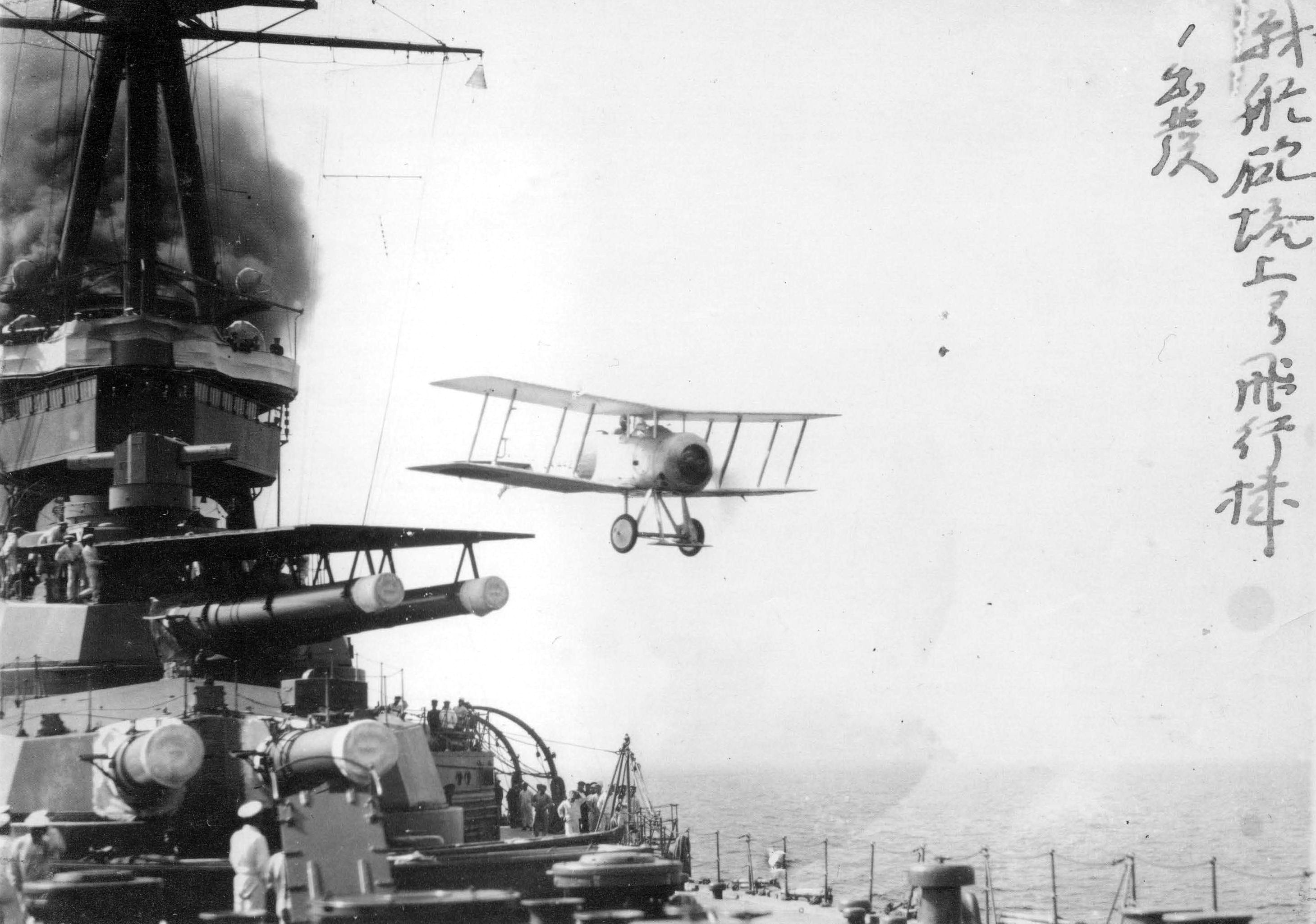
Un Gloster Sparrowhawk viene lanciato da una catapulta montata sulla torretta nº2 della Yamashiro, 29 marzo 1922

## Tra le due guerre

### Primo dopoguerra
Nel 1917 divenne la prima nave della Marina imperiale giapponese a essere dotata di una catapulta per aerei, montata provvisoriamente sulla torretta nº 2. Tra il 1921 e il 1923, la Yamashiro fu una delle navi che prese parte alla Missione Sempill. Sotto la guida del capitano William Forbes-Sempill, un gruppo di 29 istruttori di volo britannici rimase per 18 mesi in Giappone, con lo scopo di aiutare la Marina imperiale giapponese a sviluppare una propria aviazione di marina. Il 29 marzo 1922 a Yokosuka, sotto la supervisione di Sempill, dalla catapulta montata sulla torretta nº 2 della Yamashiro fu lanciato un caccia biplano Gloster Sparrowhawk.
Nello stesso anno fu rimossa la catapulta dalla torretta nº 2. Il 1º settembre 1923 la pianura del Kantō fu colpita da un terremoto, passato alla storia come il Grande terremoto del Kantō, che causò la morte di oltre 140.000 civili. Fino al 30 settembre, la Yamashiro fu impegnata nelle operazioni di soccorso alla popolazione.

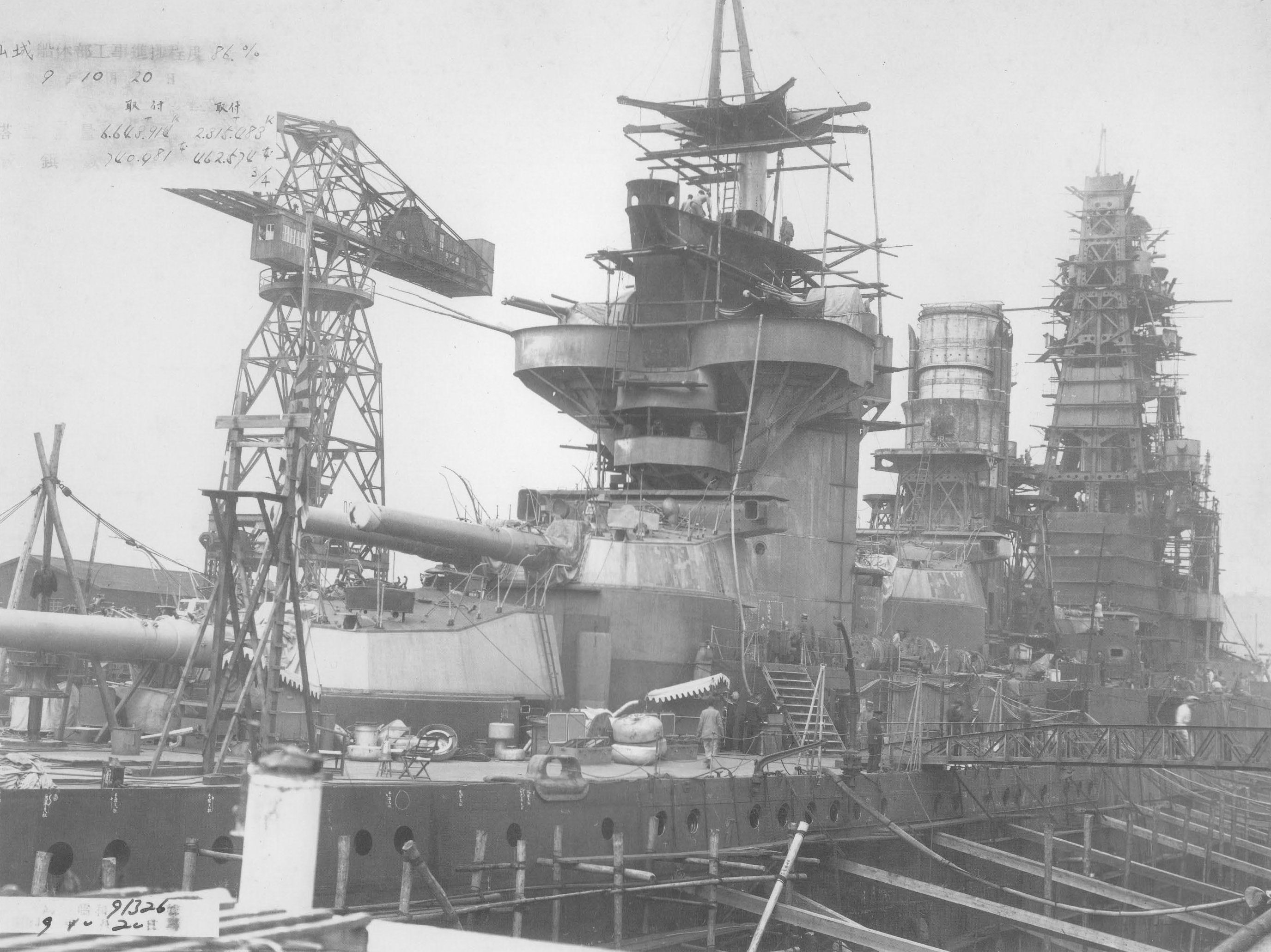
La Yamashiro durante i lavori ammodernamento, che si protrassero dal 1930 al 1935

### Lavori di ammodernamento

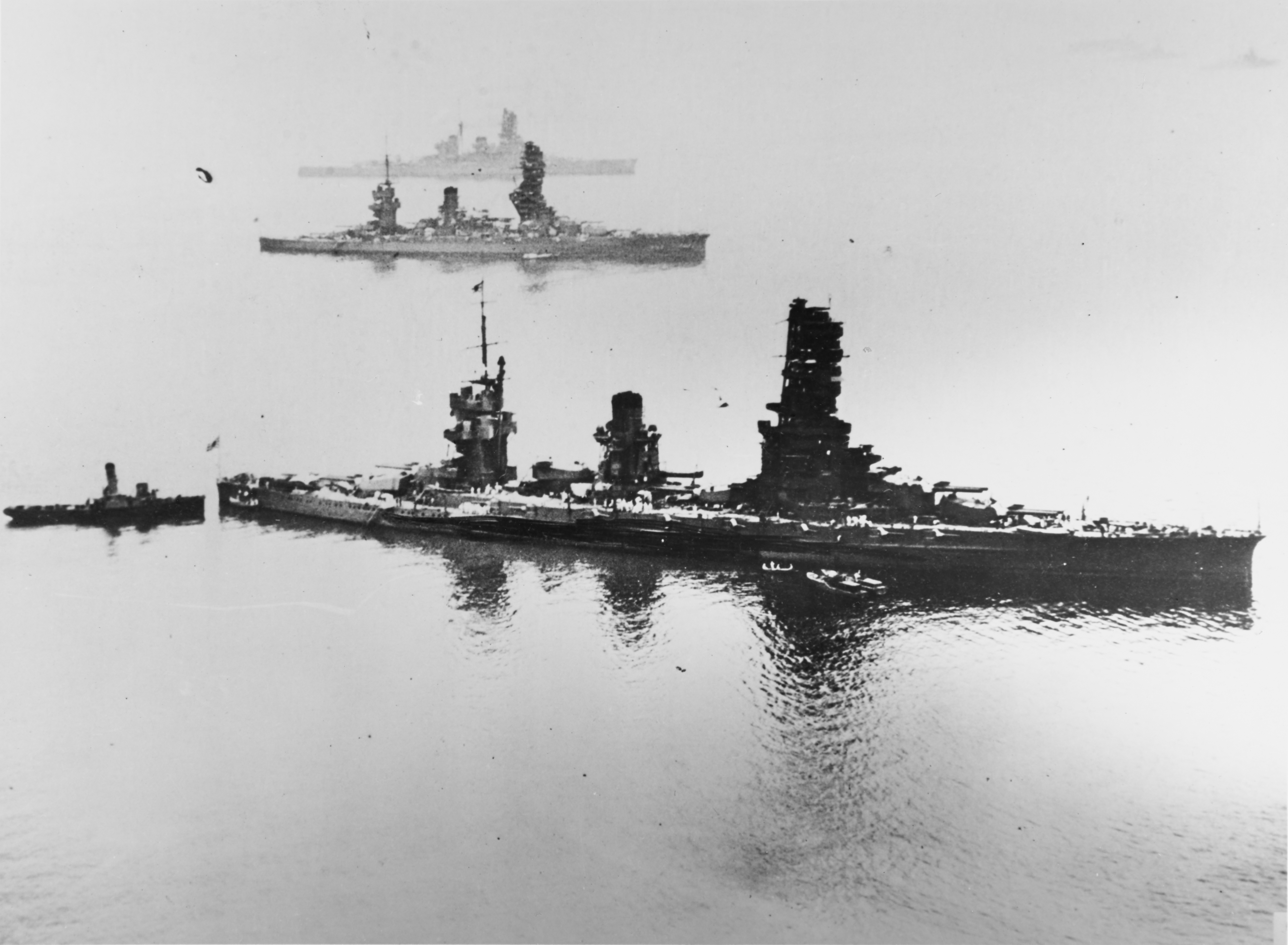
La Yamashiro nella Baia di Tokyo, dopo la ricostruzione, circa 1935. Dietro di lei la sorella Fuso e l'incrociatore Haruna.

Il 18 dicembre 1930, nei cantieri di Yokosuka, iniziarono i lavori sulla Yamashiro, parte di una più grande opera di ammodernamento dell'arsenale navale delle Marina imperiale giapponese, che coinvolse tutte le altre corazzate in servizio, compresa la sorella Fusō. Lo scafo fu allungato di 7,62 m e si adottò un unico fumaiolo, che fu posto tra le due torrette di mezzo. Le 24 caldaie furono rimpiazzate da 6 nuove caldaie Kampon a petrolio, portando la potenza da 40.000 shp a 75.000 shp. La riduzione del numero di caldaie consentì di guadagnare spazio, che venne impiegato per aumentare la corazzatura a protezione della sala macchine, mentre ai lati dello scafo furono installate delle controcarene anti-siluro. La Yamashiro fu dotata del tipico albero a pagoda, che divenne una caratteristica delle navi giapponesi del periodo. Tale torre era molto più larga di quella installata sulla sorella Fuso, e questo rese necessario un riposizionamento della torretta nº 3, che ebbe i cannoni orientati verso la poppa (come la torretta nº 4) invece che verso la prora L'elevazione massima dei cannoni da 356 mm fu incrementata a 43°, mentre quella dei cannoni da 152 mm a 30°. Furono rimossi i 6 tubi lanciasiluri e 2 dei 16 cannoni da 152 mm Con le relative casematte. La Yamashiro fu dotata di armi contraerei, nello specifico 4 cannoni da 127 mm e 16 cannoni da 25 mm. Sul lato di dritta fu installata una catapulta per aerei, mentre a babordo trovò posto una gru pieghevole. Nella nuova configurazione, la Yamashiro imbarcava tre idrovolanti Nakajima E4N. I lavori terminarono il 30 marzo 1935, e la Yamashiro divenne la nave ammiraglia della Marina imperiale giapponese. In seguito, la Yamashiro fu sottoposta a nuovi lavori di modernizzazione, protratti dal 27 giugno 1937 al 31 marzo 1938.

## Seconda guerra mondiale

### 1941
In primavera, nell'arsenale di Yokosuka, la Yamashiro prese parte a una serie di test con aerei radiocomandati. Tali test furono condotti utilizzando due idrovolanti Kawanishi E7K2 Alf modificati per essere comandanti a distanza. Durante gli esperimenti, condotti dal pilota collaudatore tenente colonnello Tomoyoshi Hori, i due Alf radiocomandati furono spesso lanciati dalla catapulta della Yamashiro. La Yamshiro, nonostante i lavori ammodernamento, fu ritenuta troppo lenta e troppo poco difesa per essere impiegata efficacemente in battaglia, e per questo durante le prime fasi della guerra fu tenuta in disparte nel Mare interno di Seto, assieme ad altre anziane, compresa la sorella Fuso. Il 13 ottobre, mentre era di stanza ad Hashirajima, nella Baia di Hiroshima, l'armamento difensivo della Yamashiro fu potenziato portando a 20 il numero di cannoni contraerei da 25 mm.

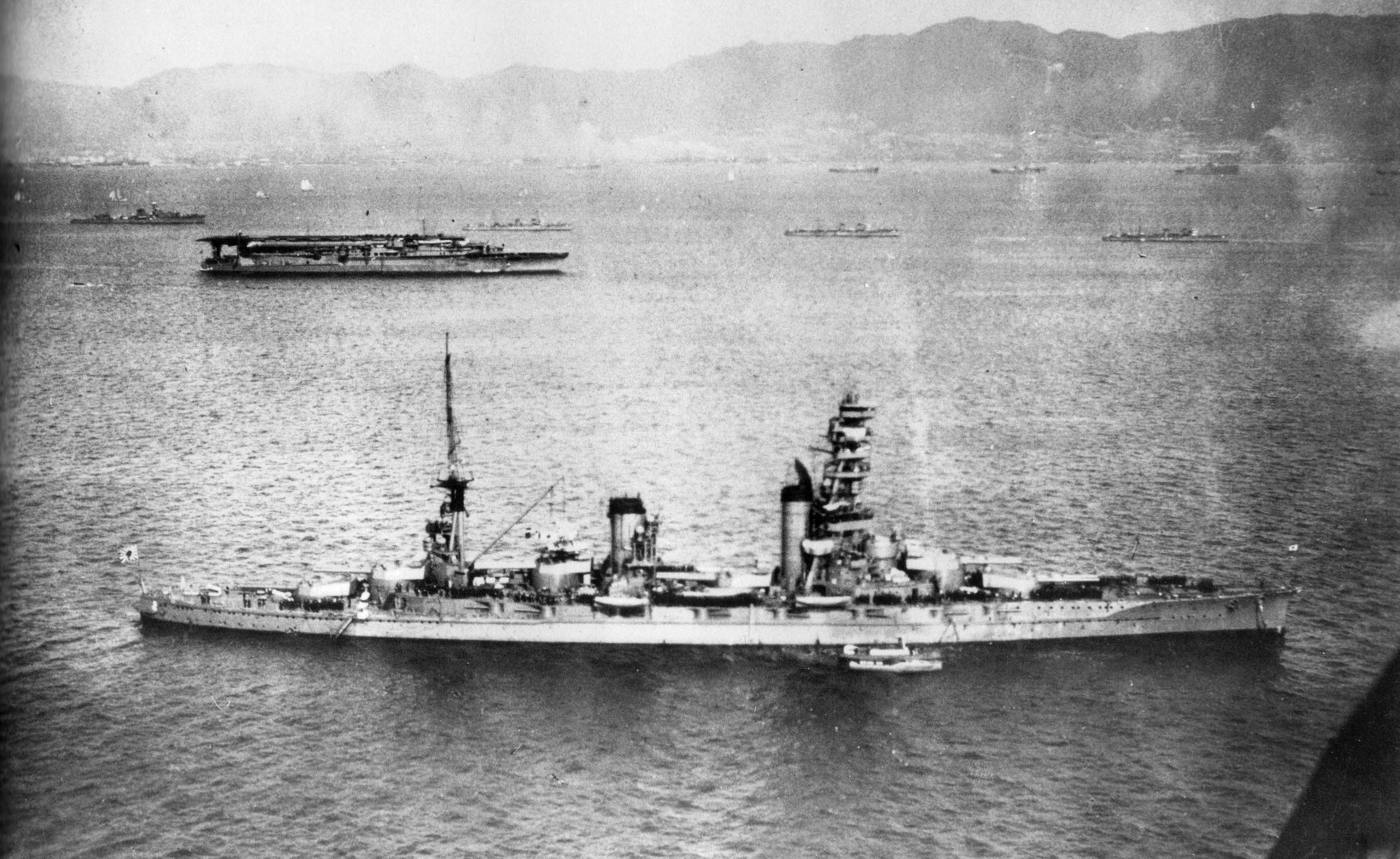
La Yamashiro poco prima dell'inizio dei lavori di ricostruzione, sullo sfondo la portaerei Kaga, circa 22-23 ottobre 1930

### 1942
Il 18 e 19 aprile la Yamashiro, assieme alla 2ª Divisione Corazzate cui era stata assegnata, tentò invano di intercettare portaerei statunitensi che il giorno stesso avevano lanciato l'incursione aerea su Tokyo sotto al comando di Jimmy Doolittle. Durante la ricerca, uno dei ricognitori lanciati dalle navi giapponesi, un Nakajima E8N, individuò un mercantile sovietico. Si trattava della SS Angarstroi, che dichiarava di trasportare 7,5 t di zucchero e altri prodotti da San Francisco a Vladivostok. Il mercantile fu lasciato proseguire, scortato da un cacciatorpediniere, fino a Honshū per ulteriori accertamenti. Le altre navi, compresa la Yamashiro, continuarono l'infruttuosa ricerca delle portaerei statunitensi. In seguito, dopo alcuni avvenimenti che coinvolsero le autorità giapponesi e sovietiche, il 1º maggio la SS Angarstroi fu affondata in circostanze poco chiare da un sommergibile non identificato.
Il 5 maggio la Yamashiro prese parte ad alcune esercitazioni di tiro assieme alla sorella Fusō, alla Mutsu, alla Nagato e alla Hyūga. Mentre le prove erano in corso, la torretta nº 5 della Hyūga esplose e solo l'immediato ordine di allagare gli scompartimenti di poppa riuscì a evitare l'affondamento della nave. Una volte che fu accertato che la Hyūga fosse in condizioni di riprendere la navigazione, la Fuso la scortò in direzione di Kure, mentre la Yamashiro e le altre navi tornarono a Hashirajima. In agosto, per compensare la pesante perdita di portaerei subita nella battaglia delle Midway, il dipartimento della Marina giapponese pensò di convertire la Yamashiro e la sorella Fuso in navi ibrido corazzate/portaerei. L'inizio dei lavori fu programmato per il giugno del 1943, ma il programma venne in seguito cancellato. Dal 29 agosto al 4 settembre la Yamashiro rimase in un bacino di carenaggio nei cantieri di Kure. In dicembre partecipò ad alcune esercitazioni aeree assieme alla portaerei Zuikaku, alla nave sorella Fusō e alla Musashi.

### 1943
Dall'8 aprile fino a giugno partecipò a esercitazioni aeree nella Baia di Tokyo. A luglio tornò nei cantieri di Yokosuka per nuove modifiche. Fu dotata di un radar aria-superficie Type 21 e l'armamento contraereo fu aumentato a 37 cannoni da 25 mm, con l'installazione di 2 torrette doppie e 17 singole. Nei giorni del 7 e 8 settembre condusse esercitazioni di tiro con i giovani cadetti dell'Accademia navale e i loro istruttori. Il 9 settembre fu impegnata in alcuni test di settaggio per le nuove apparecchiature radar.
Dopo aver servito nuovamente come nave scuola, l'8 ottobre arrivò nei cantieri di Kure per la manutenzione dello scafo, comprensiva di raschiamento, durata fino al 12 ottobre. Il giorno successivo, a Ujina, sulla Yamashiro furono imbarcati soldati dell'Esercito imperiale giapponese.
Il 15 ottobre prese il via la Missione Tei, che aveva lo scopo di trasportare truppe e rifornimenti a Chuuk, truppe che erano imbarcate sulla Yamashiro, sulla Ise e sull'incrociatore leggero Tatsuta, scortate dai cacciatorpediniere Hayanami, Suzunami e Fujinami. Arrivate il 20 ottobre, trovarono il porto della base navale di Chuuk quasi deserto. La flotta dell'ammiraglio Mineichi Kōga aveva infatti lasciato la base alla volta di Enewetak, allo scopo di intercettare una Task force nemica diretta a Wake. Sbarcate le truppe, la Yamashiro e le altre navi rimasero a guardia del porto fino al ritorno di Koga, il 26 ottobre. Il 31 ottobre, la Yamashiro lasciò Chuuk assieme alla Ise, alla portaerei Junyo, alla portaerei di scorta Unyo, agli incrociatori Tatsuta e Tone e ai cacciatorpediniere Akebono, Tanizake, Suzukaze e Umikaze. La mattina del 5 novembre, alle 5:39, il convoglio subì l'attacco del sommergibile statunitense Halibut. Dei primi 6 siluri lanciati contro la Junyo, solo uno riuscì a colpirla, nella zona di poppa. Alle 5:43 furono lanciati altri 2 siluri, sempre verso la poppa della Junyo, ma uno di questi andò a colpire la Yamashiro. Un terzo tentativo di attacco da parte dell'Halibut non ebbe seguito a causa di un malfunzionamento. Il 6 novembre le navi giapponesi giunsero a Tokuyama. Il 9 novembre, nella Baia di Nagahama, nel Mare Interno di Seto, la Yamashiro riportò leggeri danni in seguito alla collisione accidentale col sommergibile RO-113.

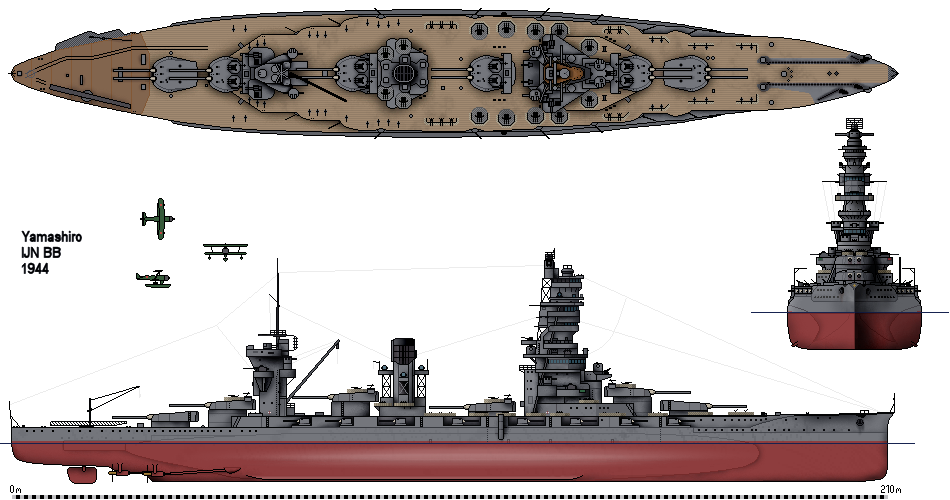
La Yamashiro nella configurazione definitiva del 1944

### 1944

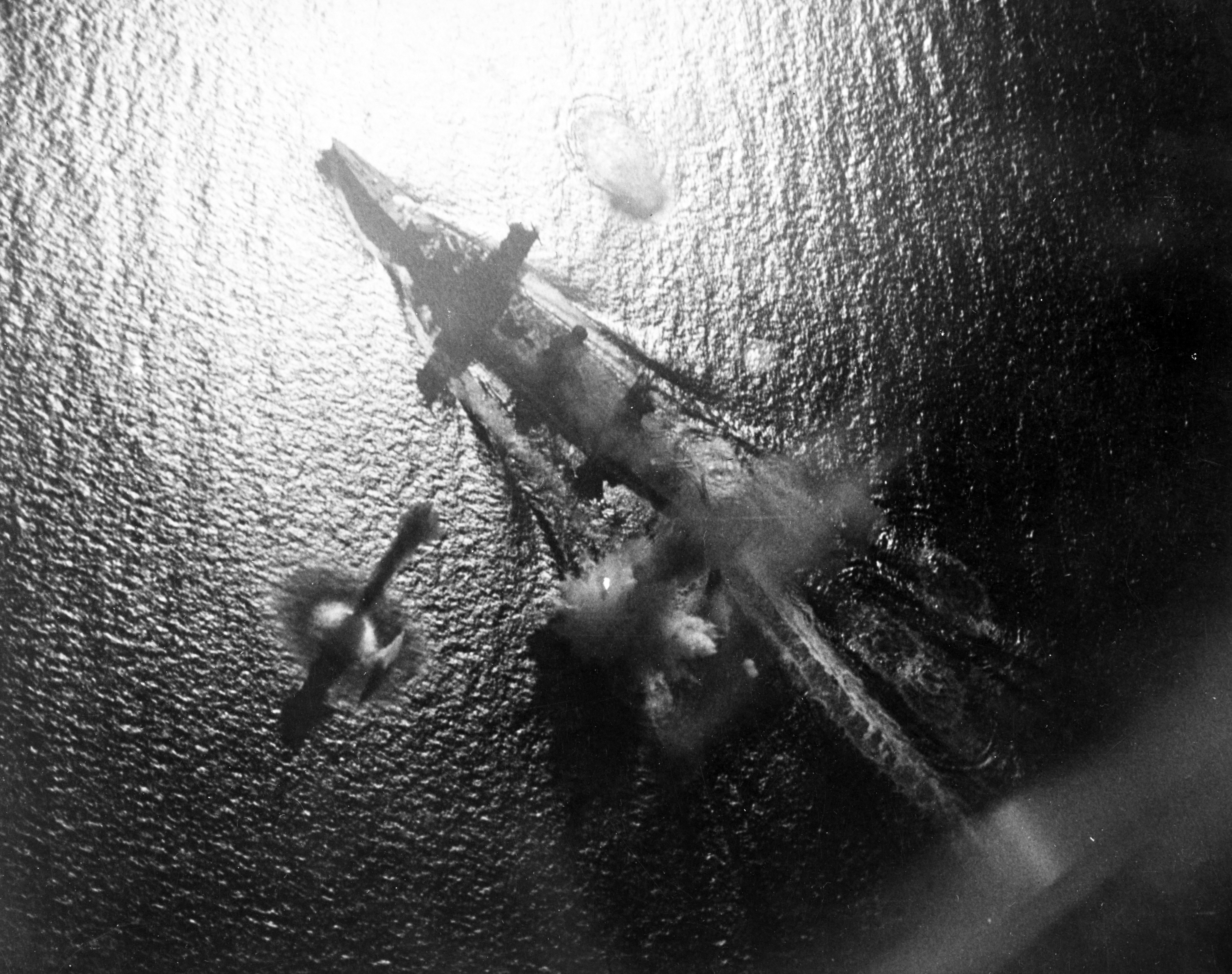
La Yamashiro sotto pesante attacco aereo nelle ore precedenti la Battaglia dello Stretto di Surigao

Il 25 febbraio le flotte della Marina imperiale giapponese furono riorganizzate e, sciolta la 1ª Flotta a cui apparteneva anche la Yamashiro, la nave giapponese fu trasferita a Yokosuka come nave scuola. Il 29 maggio, nell'ambito dei test sui nuovi radar, la Yamashiro fu usata come bersaglio radar dalle altre navi. In giugno, dopo la sconfitta subita nella battaglia del Mare delle Filippine, a cui la Yamashiro non prese parte, l'alto comando della Marina sottopose all'attenzione del Comandante in Capo della Marina imperiale giapponese, l'ammiraglio Soemu Toyoda, un piano per un contro-sbarco di truppe su Saipan in supporto a quelle impegnate nella battaglia in corso. Lo sbarco sarebbe stato condotto con alcune navi d'assalto anfibio Daihatsu, scortate dalla Yamashiro e dalla Fusō che per l'occasione sarebbero state dotate di armamento antiaereo supplementare. Toyoda rigettò la proposta, bollandola come una missione suicida. Il 20 luglio la nave tornò a Yokosuka, per essere sottoposta a ulteriori lavori: la Yamashiro fu dotata di due radar a ricerca aerea Type 13 e di due radar di superficie e controllo di tiro Type 22; furono aggiunti altri 66 cannoni da 25 mm, in 8 torrette triple, 9 doppie e 24 singole, portando così a 92 il numero di armi antiaeree di questo calibro; l'armamento contraereo fu completato con 16 mitragliere da 13,2 mm, in 3 torrette doppie e 10 singole; infine, un centro di difesa antiaerea fu creato su una piattaforma scoperta. Era prevista anche la sostituzione delle cinque scialuppe di salvataggio con 6 navi d'assalto anfibio Daihatsu, ma non è chiaro se tale modifica fu effettuata o meno. I lavori terminarono il 10 agosto, e il 12 la Yamashiro lasciò Yokosuka come scorta alla Unyō, assieme ai cacciatorpediniere Hatsuharu e Wakaba. Il 10 settembre divenne la nave ammiraglia del viceammiraglio Shōji Nishimura, comandante della 2ª Divisione Corazzate, appartenente alla 2ª Flotta. La Yamashiro e la Fusō partono da Ujina il 17 settembre: a bordo delle due navi si trovava il 25º Reggimento Indipendente Misto del Dai-Nippon Teikoku Rikugun, consistente in tre battaglioni di fanteria, un reggimento di artiglieria, una compagnia di artiglieria controcarri e una compagnia di genieri. Arrivate a Kure il giorno successivo, le navi attessero la 17ª Divisione Cacciatorpediniere, proveniente dalle isole Lingga; il 19 settembre arrivarono i cacciatorpediniere Isokaze, Urakaze e Hamakaze, che si unirono alla Yamshiro, alla Fusō e alla Yukikaze, già arrivata a Kure nei giorni precedenti. Alle 10:42 del 20 settembre, Nishimura trasmise il messaggio segreto nº 201700:
- 23 settembre - partenza dal quadrante occidentale del Mare Interno [di Seto]
- 29 settembre - arrivo a Brunei
- 2 ottobre - arrivo a Shōnan (Singapore)
- 3 ottobre - arrivo a Lingga.

Ammiraglio Shoji Nishimura, 20 settembre 1944»
Durante il viaggio, molti dei soldati imbarcati sulle due corazzate erano alloggiati in tende sul ponte delle due navi. Il 24 settembre, il convoglio fu avvistato dal sommergibile statunitense Plaice. Alle 7:42, da una distanza di circa 180 m e a circa 30° rispetto alle prue delle navi giapponesi, il Plaice fece fuoco da tutti e 6 i tubi lanciasiluri: nessuno dei siluri lanciati arrivò a bersaglio. Il 26 e 27 settembre altri due sommergibili nemici, il Pomfret e il Flasher, incrociarono le navi nemiche, ma nessuno dei due fu in grado di portare a termine un attacco. Il 22 ottobre iniziò la battaglia del Golfo di Leyte, per i giapponesi l'Operazione Sho-I-Go (Operazione Vittoria). La Yamashiro, assieme alla sorella Fusō, faceva parte della Forza C, o Forza Meridionale, ai comandi di Nishimura: tale forza navale comprendeva anche l'incrociatore Mogami e i cacciatorpediniere Shigure, Asagumo, Yamagumo e Michishio. Mentre erano in navigazione nel Mare di Sulu, le navi furono attaccate da 26 aerei statunitensi, decollati dalla Enterprise e dalla Franklin. La Yamashiro non riportò nessun danno, ma altre navi rimasero severamente danneggiate. Alcuni idrovolanti, lanciati in mattinata dalla Mogami, comunicarono l'avvistamento di una flotta nemica, composta da corazzate, portaerei, incrociatori, cacciatorpediniere, navi ausiliarie e PT boat, in avvicinamento frontale. Nishimura, consapevole che le forze del viceammiraglio Takeo Kurita, comprendenti anche le corazzate Yamato e Musashi e che a breve avrebbero parte alla battaglia al largo di Samar, non sarebbero mai arrivate in tempo, ordinò comunque di mantenere una velocità di 18 nodi (33 km/h) in direzione della flotta nemica.

#### L'affondamento
Il capitano Jesse G. Coward ordinò un attacco a "incudine e martello" contro la Forza C. Lungo tutto lo Stretto di Surigao erano schierate 39 PT boat, divise in 13 sezioni. Alle 22:58, la Yamashiro aprì il fuoco con la batteria secondaria da 152 mm (6") contro le PT boat, illuminate dalla Shigure. Delle due colpite, una si incendiò provocando la morte di un mitragliere, l'altra riportò seri danni. Le restanti PT-boat non riuscirono a concludere l'attacco. La battaglia si protrsse per tutta la notte. Alle 3:20 del 24 ottobre, la Killen lanciò 5 siluri contro la Yamashiro: uno riuscì a colpire lo scafo a babordo. Alle 3:22 un secondo siluro, lanciato dalla Monssen, colpì la Yamashiro sullo stesso lato, causando un incendio. Il comandante della Yamashiro, il retroammiraglio Shinoda Katsukiyo, ordinò l'allagamento delle santabarbare nº 5 e nº 6, disabilitando di fatto 4 delle sei torrette della batteria principale. Alle 3:51, gli incrociatori statunitensi Portland, Minneapolis, Columbia, Denver, Louisville, Phoeniz e Boise e l'australiano Shropshire aprirono il fuoco contro le navi giapponesi, seguiti nel giro di pochi minuti dalle corazzate West Virginia, California e Tennessee ai comandi del retroammiraglio Jesse B. Oldendorf. La West Virginia colpì la Yamashiro vicino al ponte, mentre altri incrociatori riuscirono a mettere a segno 6 colpi da 203 mm (8") contro le sovrastrutture della corazzata giapponese. Alle 3:56 la Yamashiro rispose al fuoco con le torrette nº 1 e nº 2, le uniche della batteria principale da 356 mm (14") rimaste operative, mentre coi cannoni da 127 mm (5") aprì il fuoco contro le navi statunitensi che stavano attaccando la Mogami e la Asagumo. Alle 4:01 la Shropshire iniziò a sparare contro la Yamashiro, mirando alle due torrette principali rimaste attive. Alle 4:07 un siluro, lanciato probabilmente dalla Bennion o dalla Grant, colpì la Yamashiro, esplodendo nella sala macchine di dritta. Alle 4:09 Oldendorf ordinò il cessate il fuoco, dopo che alcuni cacciatorpediniere statunitensi erano stati colpiti da fuoco amico. La Yamashiro provò a prendere vantaggio dalla momentanea tregua, virando verso sud a 15 nodi (27 km/h), ma alle 4:11 due siluri, lanciati dalla Newcomb, la colpirono a dritta, esplodendo dentro allo scafo. Alle 4:19 la Yamashiro, ridotta ormai a un relitto in fiamme, si capovolse e affondò di poppa, alle coordinate 10°22′N 125°21′E. Tre sopravvissuti furono tratti in salvo dal cacciatorpediniere statunitense Claxton, ma altri 150 marinai rifiutarono il soccorso delle navi alleate. Uno dei tre sopravvissuti, un ufficiale che parlava l'inglese, confermò l'affondamento della Yamashiro. Alla fine, solo 10 membri dell'equipaggio, 2 ufficiali e 8 sottufficiali, riuscirono a salvarsi. Nell'affondamento persero la vita 1.636 uomini, inclusi Nishimura e Katsukiyo, quest'ultimo promosso postumo a viceammiraglio. Persero la vita anche l'ufficiale in seconda, il capitano Toshiharu Ozaki, e il capo macchina, capitano Hanzo Motozawa, anch'essi promossi postumi al grado di viceammiraglio. Il 31 agosto 1945, la Yamashiro fu radiata d'ufficio.